# Unité de longueur
Une unité de longueur est une unité, c'est-à-dire un étalon, permettant d'exprimer la mesure physique. Selon les époques, il existe différentes unités permettant d'expliquer la grandeur physique, intégrées à divers systèmes.
L'unité de longueur de référence, internationalement reconnue dans le cadre du Système international est le mètre ; il est décliné en multiples et sous-multiples décimaux.
D'autres unités de longueur issus de systèmes différents sont utilisées, soit pour simplifier les expressions dans des domaines d'activités spécifiques, soit pour des raisons culturelles et traditionnelles.

## Unités de longueur du Système international
Le Système international d'unités (abrégé en SI), inspiré du système métrique, est le système d'unités le plus largement employé au monde. Il s’agit d’un système décimal (on passe d’une unité à ses multiples ou sous-multiples à l’aide de puissances de 10) sauf pour la mesure du temps.
C’est la Conférence générale des poids et mesures, rassemblant des délégués des États membres de la Convention du Mètre, qui décide de son évolution, tous les quatre ans, à Paris. L’abréviation de « Système international » est SI, quelle que soit la langue utilisée.
Au sein de ce système est notamment nommée et définie l'unité de longueur de base reconnue internationalement : le mètre, ainsi que ses multiples et sous-multiples décimaux et ses unités dérivées (pour les superficies et les volumes).
Multiples du mètre :
- quettamètre (Qm) : 1030 mètres = 1 000 000 000 000 000 000 000 000 000 000 mètres
- ronnamètre (Rm) : 1027 mètres = 1 000 000 000 000 000 000 000 000 000 mètres
- yottamètre (Ym) : 1024 mètres = 1 000 000 000 000 000 000 000 000 mètres
- zettamètre (Zm) : 1021 mètres = 1 000 000 000 000 000 000 000 mètres
- examètre (Em) : 1018 mètres = 1 000 000 000 000 000 000 mètres
- pétamètre (Pm) : 1015 mètres = 1 000 000 000 000 000 mètres
- téramètre (Tm) : 1012 mètres = 1 000 000 000 000 mètres
- gigamètre (Gm) : 109 mètres = 1 000 000 000 mètres
- mégamètre (Mm) : 106 mètres = 1 000 000 mètres
- kilomètre (km) : 103 mètres = 1 000 mètres
- hectomètre (hm) : 102 mètres = 100 mètres
- décamètre (dam) : 101 mètres = 10 mètres

Sous-multiples du mètre :
- décimètre (dm) : 10-1 mètre = 0,1 mètre
- centimètre (cm) : 10-2 mètre = 0,01 mètre
- millimètre (mm) : 10-3 mètre = 0,001 mètre
- micromètre (µm), anciennement « micron » : 10-6 mètre = 0,000 001 mètre
- nanomètre (nm) : 10-9 mètre = 0,000 000 001 mètre
- picomètre (pm) : 10-12 mètre = 0,000 000 000 001 mètre
- femtomètre ou fermi (fm) : 10−15 mètre = 0,000 000 000 000 001 mètre
- attomètre (am) : 10-18 mètre = 0,000 000 000 000 000 001 mètre
- zeptomètre (zm) : 10-21 mètre = 0,000 000 000 000 000 000 001 mètre
- yoctomètre (ym) : 10-24 mètre = 0,000 000 000 000 000 000 000 001 mètre
- rontomètre (rm) : 10-27 mètre = 0,000 000 000 000 000 000 000 000 001 mètre
- quectomètre (qm) : 10-27 mètre = 0,000 000 000 000 000 000 000 000 000 001 mètre

Anciens multiples et sous-multiples :
- décimillimètre : 10-4 mètre = 0,0001 mètre
- myriamètre (mam) : 104 mètres = 10 000 mètres

## Mesures atomiques
Pour les distances entre les atomes et les longueurs d'onde des rayons X et gamma, on utilisait jadis le siegbahn ou unité X (symbole xu pour X-unit). Il vaut approximativement 1,002 1 × 10−13 mètre.
Puis les physiciens lui préférèrent l’angström ou angstrœm (Å) :
1010 Å = 1 m, donc 1 Å = 10-10 m.
Mais ce ne sont pas des unités du Système international. On leur préfère donc le nanomètre (nm) ou le picomètre (pm) : 10 Å = 1 nm = 1 000 pm.
On utilise parfois aussi le rayon de Bohr (a0) comme unité de distance entre les atomes d’une molécule, les longueurs des lobes électroniques, ou pour comparer les rayons atomiques dans leur état fondamental ou dans leurs états ionisés.
Une unité de longueur est une unité, c'est-à-dire un étalon, permettant d'exprimer la mesure physique d'une longueur.
Selon les lieux et les époques, il existe différentes unités permettant d'exprimer cette grandeur physique, intégrées à divers systèmes.
L'unité de longueur de référence, internationalement reconnue dans le cadre du Système international est le mètre ; il est décliné en multiples et sous-multiples décimaux.
D'autres unités de longueur issues de systèmes différents sont utilisées, soit pour simplifier les expressions dans des domaines d'activités spécifiques, soit pour des raisons culturelles et traditionnelles. On peut aussi parfois utiliser un sous-multiple de la seconde (ou respectivement un multiple du hertz ou encore du joule ou un sous-multiple du kilogramme), pour désigner en fait la période (ou son inverse la fréquence, ou encore l’énergie propre d’un photon, ou l’énergie propre ou la masse d’une particule au repos) d’un rayonnement électromagnétique émis dans le vide correspondant à une longueur d’onde équivalente (par l’intermédiaire de la constante universelle de la vitesse de la lumière dans le vide pour les unités de temps ou de fréquence, et celle de la permittivité du vide pour les unités d’énergie propre des particules, et encore la vitesse de la lumière pour les unités de masse de particules au repos grâce à la relation d’Einstein)[pas clair].
Toutefois contrairement aux unités de temps, les unités de fréquence, d’énergie ou de masse ne s’ajoutent pas de façon linéaire comme celles de longueur, mais seulement via leurs inverses.

## Mesures de fabrication industrielle
Dans le domaine industriel, les tolérances de fabrication sont parfois très petites, de l'ordre de 1 à 10-4 millimètre.
Dans ce domaine, les anglo-saxons utilisent une unité particulière, le thou (en) ou mil, valant un millième de pouce.

## Mesures marines et aériennes
Les marins et les aviateurs utilisent le mille marin ou mille nautique (nautical mile, NM) : 1 mille marin vaut exactement 1 852 m.
Contrairement à ce que l'on croit souvent, le mille nautique est dérivé du système métrique : c'est la distance parcourue le long d'un méridien terrestre de référence pour parcourir une minute d'angle, le méridien terrestre de référence étant arbitrairement choisi pour mesurer exactement 40 003,2 km, c'est-à-dire 1 852 m multiplié par 21 600 (le nombre de minutes d'arc dans un tour complet).
À l'origine, la référence était une circonférence de 40 000 km (la longueur alors estimée de l'équateur terrestre et des méridiens ayant servi à définir initialement le mètre, avant même que ne soit établi physiquement le mètre étalon, puis les définitions suivantes plus précises du mètre), ce qui aurait alors donné la longueur du mille nautique approximativement égale à 1 851,851 851 m.
| Unités métriques                           | Unités métriques       |
| mille(s) nautique(s) (en) nautical mile(s) | mètre(s) (en) meter(s) |
| ------------------------------------------ | ---------------------- |
| 01,000 000                                 | 1 852,000 000          |
| ≈ 0,000 540                                | 0 001,000 000          |

Mais le choix du méridien de référence a depuis été ajusté pour tenir compte de la forme non parfaitement sphérique de la Terre, en fixant la définition exacte actuelle du mille nautique, pour ne retenir qu'une longueur moyenne d'un méridien passant par les pôles, et en arrondissant cette longueur à une valeur précise pour tenir compte de la définition actuelle très précise du mètre.
Aujourd'hui ce n'est plus l'équateur terrestre ni aucun méridien terrestre qui sert de référence mais un cercle théorique peu éloigné d'un méridien ou d'un parallèle de part ou d'autre de l’équateur : en effet l'équateur terrestre est légèrement plus long quand on le mesure avec la définition précise actuelle du mètre, et la longueur actuelle est plus proche de celle d'un méridien passant par les pôles que de celle de l'équateur.
De fait c'est la définition actuelle du mètre qui permet alors de dériver précisément la longueur exacte du mille nautique international (avec une précision suffisante pour simplifier les calculs de distances cartographiques à l'échelle de la surface de la Terre entière) et non plus une mesure sur le géoïde terrestre réel.

## Mesures astronomiques
En astronomie, pour désigner les distances entre les astres, on utilise :
- l'unité astronomique (ua) pour les distances interplanétaires qui peuvent être mesurées avec une très bonne précision et datées précisément ;
- l'année-lumière (a.l.) pour les distances intersidérales (et ses parties, rarement utilisées à cause de la non-précision de l’unité de temps réelle sur laquelle s'appuient ces unités secondaires : mois-lumière, semaine-lumière, jour-lumière, heure-lumière, minute-lumière, seconde-lumière) ;
- le parsec (pc), appuyée sur une mesure angulaire et proportionnelle à l’unité astronomique ; cette unité correspond mieux aux mesures angulaires effectuées pour estimer les distances intersidérales et est donc préférée à l'année-lumière (et ses multiples) par les professionnels pour ne souvent qu'estimer ces distances (avec une marge d'incertitude), qui ne sont pas exactement comparables entre elles à cause de la méthode de mesure angulaire employée : en effet, la distance intersidérale réelle peut être altérée par d’autres phénomènes physiques (tels que les déformations de l’espace-temps sous l’effet gravitationnel d’objets très massifs de l’univers qui induisent une courbure des « rayons » lumineux perçus et mesurés, d’une façon comparable aux lentilles optiques), et la datation de la distance estimée reste souvent imprécise, un amas de parsec se nomme un gigaparsecs (3,3 x 10^25 mètres, 3,3 milliards d'années-lumière).

## Autres unités hors du Système international

### Mesures anglo-saxonnes

Graphe de dépendance des mesures anglo-saxonnes.

Les Anglo-saxons utilisent couramment le pouce (en:inch, inches), le pied (en:foot, feet), la verge (en:yard) et le mille terrestre (en:mile).
Au Royaume-Uni, les distances routières sont très souvent indiquées en miles, fractions de miles (chiffres en petit caractère sans barre de fraction) et en yards. Aux États-Unis en revanche, les distances sont indiquées en miles et fraction de miles (chiffres en petit caractère avec barre de fraction) mais jamais en yards. Les panneaux temporaires signalant les travaux utilisent aussi le foot (1 000 feet, 1 500 feet, etc.).
D'autres unités spécialisées et/ou désuètes sont plus rares.
Dans la liste et le tableau de correspondance ci-dessous sont mises en exergue quelques-unes de ces unités anglo-saxonnes. Une liste plus complète est disponible dans l'article détaillé mentionné en début de cette section.
- 1 pouce (en:inch) = 2,54 centimètres c'est-à-dire 0,025 4 mètre exactement ; donc 1 mètre ≈ 39,370 079 pouces ou inches environ ;
- 1 main ou levée [réf. nécessaire] (en: hand) = 4 pouces exactement, soit 0,101 6 mètre exactement ; donc 1 mètre ≈ 9,842 520 mains ou hands environ ;
- 1 chaînon (en) (en:link) est un centième de chaîne (cf infra) ; il vaut également exactement 33⁄50 du survey foot US qui valait lui-même exactement 1200⁄3937 mètre, soit finalement 0,201 168 mètre environ ; donc 1 mètre ≈ 4,970 970 chaînons ou links environ ;
- 1 grand empan ou parcours[réf. nécessaire] (en : span ou great span) = 9 pouces, soit 0,228 6 mètre ; donc 1 mètre ≈ 4,374 453 grand empan ou (great) span environ ;
- 1 pied (en:foot) = 3 mains = 12 pouces, soit 0,304 8 mètre exactement ; donc 1 mètre ≈ 3,280 840 pieds ou feet environ ;
- 1 verge (en:yard) = 9 mains = 4 grands empans = 3 pieds, soit 0,914 4 mètre exactement ; donc 1 mètre ≈ 1,093 613 verge ou yard environ ;
- 1 brasse (en : fathom) = 2 verges, soit 1,828 8 mètre exactement ; donc 1 mètre ≈ 0,546 807 brasse ou fathom environ ;
- 1 perche (en:rod ou perch ou pole) = 16 ¹⁄₂ pieds = 5 ¹⁄₂ verges ou yards = 22 grands empans, soit 5,029 2 mètres exactement ; donc 1 mètre ≈ 0,198 839 perche ou rod ou pole environ ;
- 1 chaîne (en:chain) = 4 perches = 100 chaînons, soit 20,116 8 mètres exactement ; donc 1 mètre ≈ 0,049 710 chaîne ou chain environ ;
- 1 furlong (en:furlong) = 660 pieds ou 220 verges soit 201,168 mètres exactement ; donc 1 mètre = 0,004 971 furlong environ ;
- 1 mille terrestre international (en:mile) = 80 chaînes = 1 760 verges, soit 1 609,344 mètres exactement ; donc 1 mètre = 0,000 621 mille ou mile environ ;
- 1 lieue (en:league) = 3 milles terrestres, soit 4 828,032 mètres exactement ; donc 1 mètre = 0,000 207 lieue ou league environ ;

| SI                     | Unités de mesure anglo-saxonnes non métriques | Unités de mesure anglo-saxonnes non métriques | Unités de mesure anglo-saxonnes non métriques | Unités de mesure anglo-saxonnes non métriques | Unités de mesure anglo-saxonnes non métriques | Unités de mesure anglo-saxonnes non métriques | Unités de mesure anglo-saxonnes non métriques | Unités de mesure anglo-saxonnes non métriques | Unités de mesure anglo-saxonnes non métriques | Unités de mesure anglo-saxonnes non métriques | Unités de mesure anglo-saxonnes non métriques | Unités de mesure anglo-saxonnes non métriques |
| mètre(s) (en) meter(s) | pouce(s) (en) inch(es)                        | main(s) (en) hand                             | chaînon(s) (en) link(s)                       | grand(s) empan(s) (en) span(s)                | pied(s) (en) foot/feet                        | verge(s) (en) yard(s)                         | brasse(s) (en) fathom(s)                      | perche(s) (en)rod(s) or perch(es)             | chaîne(s) (en) chain(s)                       | Furlong(s) (en) furlong(s)                    | mille(s) terrestre(s) (en) mile(s)            | lieue(s) (en) league(s)                       |
| ---------------------- | --------------------------------------------- | --------------------------------------------- | --------------------------------------------- | --------------------------------------------- | --------------------------------------------- | --------------------------------------------- | --------------------------------------------- | --------------------------------------------- | --------------------------------------------- | --------------------------------------------- | --------------------------------------------- | --------------------------------------------- |
| 4 828,032 000          | 190 080,00 0                                  | 47 520,00                                     | 24 00000                                      | 21 12000 0                                    | 15 84000 0                                    | 5 280,00                                      | 2 640,000                                     | 960,000 0                                     | 240,000 0                                     | 024,000 00                                    | 03000 000                                     | 1000 000                                      |
| 1 609,344 000          | 63 360,00                                     | 15 840,00                                     | 8 0000                                        | 7 040,00                                      | 5 280,00                                      | 1 760,00                                      | 00880,000                                     | 320,000 0                                     | 080,000 0                                     | 008,000 00                                    | 001,000 000                                   | ≈ 0,333 333                                   |
| 0201,168,00            | 07 920,00                                     | 01 980,00                                     | 1 0000                                        | 0 880,00                                      | 0 660,00                                      | 0 220,00                                      | 00110,000                                     | 040,000 0                                     | 010,000 0                                     | 001,000 00                                    | 000,125000                                    | ≈ 0,041 667                                   |
| 0 020,116 800          | 00 792,00                                     | 00 198,00                                     | 0 1000                                        | 0 088000                                      | 0 066,00                                      | 0 022,00                                      | 00011,000                                     | 004,000 0                                     | 001,000 0                                     | 000,1,0000                                    | 000,012 50                                    | ≈ 0,004 167                                   |
| 0 005,029 200          | 00 198,00                                     | 00 049,50                                     | 0 0250                                        | 0 022000                                      | 0 016,50                                      | 0 005,50                                      | 00002,750                                     | 001,000 0                                     | 000,25,00                                     | 000,025,00                                    | 0000,003 125                                  | ≈ 0,001 042                                   |
| 0 001,828 800          | 00 072,00                                     | 00 018,00                                     | ≈0009,1                                       | 0 008,00                                      | 0 006                                         | 0 002,00                                      | 00001,000                                     | ≈00,363 6                                     | ≈00,091,0                                     | ≈00,009 1,0                                   | ≈ ,00,001 136                                 | ≈ 0,000 379                                   |
| 0 000,914 400          | 00 036,00                                     | 00 009,00                                     | ≈0004,5                                       | 0 004,00                                      | 0 003                                         | 0 001,00                                      | 00000,500                                     | ≈00,181 8                                     | ≈00,045,0                                     | ≈00,004 5,0                                   | ≈ ,00,000 568                                 | ≈ 0,000 189                                   |
| 0 000,304 800          | 00 012,00                                     | 00 003,00                                     | ≈0001,5                                       | ≈0 01,33                                      | 0 001                                         | ≈0 00,33                                      | ≈0000,167                                     | ≈00,060 6                                     | ≈00,015,0                                     | ≈00,001 5,0                                   | ≈ ,00,000 189                                 | ≈ 0,000 063                                   |
| 0 000,228 600          | 00 009,00                                     | 00 002,25                                     | ≈0001,1                                       | 0 001,00                                      | 000 000,75                                    | 0 000,25                                      | 00000,125                                     | ≈00,045 5                                     | ≈00,011,0                                     | ≈00,001 1,0                                   | ≈ ,00,000 142                                 | ≈ 0,000 047                                   |
| 0 000,201 168          | 00 007,92                                     | 00 001,98                                     | 0 001                                         | 0 000,88                                      | 000 000,66                                    | 0 000,22                                      | 00 000,11,0                                   | 000,012 5                                     | 000,01,00                                     | 0000,001,0000                                 | 0000,000 125                                  | ≈ 0,000 042                                   |
| 0 000,101 600          | 00 004,00                                     | 00 001,00                                     | ≈00000,5                                      | ≈0 00,44                                      | ≈000 00,33                                    | ≈0 00,11                                      | ≈0000,056                                     | ≈00,020 2                                     | ≈00,005,0                                     | ≈00,000 5,0                                   | ≈ ,00,000 063                                 | ≈ 0,000 021                                   |
| 0 000,025 400          | 00 001,00                                     | 00 000,25                                     | ≈00000,1                                      | ≈0 00,11                                      | ≈000 00,08                                    | ≈0 00,03                                      | ≈0000,014                                     | ≈00,005 1                                     | ≈00,001,0                                     | ≈00,000 1,0                                   | ≈ ,00,000 016                                 | ≈ 0,000 005                                   |
| 0 001,000 000          | ≈ 39,370 079                                  | ≈ 9,842 520                                   | ≈ 4,970 970                                   | ≈ 4,374 453                                   | ≈ 3,280 840                                   | ≈ 1,093 613                                   | ≈ 0,546 807                                   | ≈ 0,198 839                                   | ≈ 0,049 710                                   | ≈ 0,004 971                                   | ≈ 0,000 621                                   | ≈ 0,000 207                                   |

Remarque : le terme équivalent à « borne kilométrique » est « milestone », qui vient lui-même du terme latin qui signifie « pierre milliaire », au sens différent (voir Voie romaine).

### Autres mesures traditionnelles
On retrouve des unités de longueur dans différents autres systèmes d'unités de mesure anciennes, généralement reliées entre elles par des ratios simples.
- les unités de mesure romaines
- les unités françaises de mesure anciennes
- les unités espagnoles de mesure anciennes